# Les Roches-de-Condrieu
Les Roches-de-Condrieu és un municipi francès situat al departament de la Isèra i a la regió d'Alvèrnia-Roine-Alps. L'any 2007 tenia 1.924 habitants.

## Demografia

### Població
El 2007 la població de fet de Les Roches-de-Condrieu era de 1.924 persones. Hi havia 836 famílies de les quals 316 eren unipersonals (116 homes vivint sols i 200 dones vivint soles), 176 parelles sense fills, 236 parelles amb fills i 108 famílies monoparentals amb fills.
La població ha evolucionat segons el següent gràfic:
Habitants censats

### Habitatges
El 2007 hi havia 905 habitatges, 842 eren l'habitatge principal de la família, 22 eren segones residències i 41 estaven desocupats. 526 eren cases i 288 eren apartaments. Dels 842 habitatges principals, 462 estaven ocupats pels seus propietaris, 369 estaven llogats i ocupats pels llogaters i 11 estaven cedits a títol gratuït; 90 tenien una cambra, 66 en tenien dues, 170 en tenien tres, 242 en tenien quatre i 274 en tenien cinc o més. 451 habitatges disposaven pel capbaix d'una plaça de pàrquing. A 407 habitatges hi havia un automòbil i a 290 n'hi havia dos o més.

### Piràmide de població
La piràmide de població per edats i sexe el 2009 era:
| Homes | Edats   | Dones |
| ----- | ------- | ----- |
| 0     | 95 o +  | 0     |
| 0     | 90 a 94 | 8     |
| 16    | 85 a 89 | 24    |
| 24    | 80 a 84 | 32    |
| 20    | 75 a 79 | 36    |
| 48    | 70 a 74 | 76    |
| 20    | 65 a 69 | 36    |
| 32    | 60 a 64 | 32    |
| 32    | 55 a 59 | 44    |
| 80    | 50 a 54 | 56    |
| 68    | 45 a 49 | 60    |
| 60    | 40 a 44 | 56    |
| 52    | 35 a 39 | 68    |
| 88    | 30 a 34 | 72    |
| 60    | 25 a 29 | 56    |
| 44    | 20 a 24 | 48    |
| 80    | 15 a 19 | 60    |
| 48    | 10 a 14 | 64    |
| 40    | 5 a 9   | 68    |
| 56    | 0 a 4   | 48    |

## Economia
El 2007 la població en edat de treballar era de 1.210 persones, 916 eren actives i 294 eren inactives. De les 916 persones actives 801 estaven ocupades (429 homes i 372 dones) i 115 estaven aturades (47 homes i 68 dones). De les 294 persones inactives 95 estaven jubilades, 94 estaven estudiant i 105 estaven classificades com a «altres inactius».

### Ingressos
El 2009 a Les Roches-de-Condrieu hi havia 831 unitats fiscals que integraven 1.896,5 persones, la mediana anual d'ingressos fiscals per persona era de 17.213 €.

### Activitats econòmiques
Dels 77 establiments que hi havia el 2007, 2 eren d'empreses alimentàries, 1 d'una empresa de fabricació de material elèctric, 9 d'empreses de fabricació d'altres productes industrials, 9 d'empreses de construcció, 9 d'empreses de comerç i reparació d'automòbils, 4 d'empreses de transport, 5 d'empreses d'hostatgeria i restauració, 3 d'empreses financeres, 2 d'empreses immobiliàries, 9 d'empreses de serveis, 15 d'entitats de l'administració pública i 9 d'empreses classificades com a «altres activitats de serveis».
Dels 22 establiments de servei als particulars que hi havia el 2009, 1 era una oficina de correu, 1 taller de reparació d'automòbils i de material agrícola, 2 autoescoles, 1 paleta, 1 guixaire pintor, 4 fusteries, 2 electricistes, 1 empresa de construcció, 5 perruqueries, 2 restaurants, 1 agència immobiliària i 1 saló de bellesa.
Dels 4 establiments comercials que hi havia el 2009, 1 era una botiga de menys de 120 m², 2 fleques i 1 una carnisseria.

## Equipaments sanitaris i escolars
El 2009 hi havia 1 centre de salut i 1 farmàcia.
El 2009 hi havia 1 escola maternal i 2 escoles elementals.

## Poblacions més properes
El següent diagrama mostra les poblacions més properes.